# Semimetal
Semimetal ou metaloide (termos considerados equivalentes, com predileção por semimetal) é designação clássica e genérica de elementos químicos que exibem tanto características de metais quanto de ametais, quer nas propriedades físicas, quer nas químicas.

## Semimetais
Os semimetais elementares incluem o boro (grupo 13), silício e germânio (grupo 14), arsênio e antimônio (grupo 15) e o telúrio (grupo 16).

## Propriedades
Os semimetais apresentam semelhanças das suas propriedades físicas com os metais e químicas com os ametais, daí a designação como semimetal, ou seja, a transição entre as características de ambos os grupos. 
Entre as propriedades físicas e químicas comumente presentes nos semimetais, tem-se: 
1. Propriedades físicas: são semicondutores elétricos e térmicos;
2. Em propriedades químicas: formam óxidos anfóteros;
3. Em propriedades subatômicas: apresentam discreta interseção ou sobreposição da banda de condução com a camada de valência.

Na tabela periódica, os semimetais ocorrem aproximadamente ao longo de uma linha diagonal do boro ao polônio, ambos semimetais. Os elementos à esquerda dessa diagonal são metais; os elementos à sua direita são ametais.
| 13          | 14          | 15           | 16         | 17        |
| ----------- | ----------- | ------------ | ---------- | --------- |
| B Boro      | C Carbono   | N Nitrogênio | O Oxigênio | F Flúor   |
| Al Alumínio | Si Silício  | P Fósforo    | S Enxofre  | Cl Cloro  |
| Ga Gálio    | Ge Germânio | As Arsênio   | Se Selênio | Br Bromo  |
| In Índio    | Sn Estanho  | Sb Antimônio | Te Telúrio | I Iodo    |
| Tl Tálio    | Pb Chumbo   | Bi Bismuto   | Po Polônio | At Astato |

## Nova terminologia
Atualmente esta classificação vem progressivamente caindo em desuso, tendo em vista que os elementos pertencentes aos semimetais nunca foram claramente definidos ou indicados oficialmente, tanto pela União Internacional da Química Pura e Aplicada (IUPAC) ou, em domínio brasileiro, pela Sociedade Brasileira de Química (SBQ). Com efeito, desde o ano de 2001, a SBQ abandonou a classificação dos semimetais em suas tabelas periódicas, deixando os elementos germânio, antimônio e polônio como metais e os elementos boro, silício, arsênio e telúrio como ametais. Assim, no excerto de tabela acima, figuram como também metais os elementos em célula de cor verde-azul e como também ametais os elementos em célula de cor salmão-escuro.